# Mallgårds haid
Mallgårds haid är ett naturreservat i Levide socken i Region Gotland på Gotland.
Området är naturskyddat sedan 2003 och är 166 hektar stort. Reservatet består av alvarmark. 